# Leuven
Leuven (nederlandsk udtale: [ˈløːvə(n)]; fransk: Louvain, tysk: Löwen) er en by i det centrale Belgien og provinshovedstad i Vlaams-Brabant. Byen har 101.032 (2021) indbyggere. Den ligger cirka 25 km fra Bruxelles. Byens rådhus og universitet er fra 1400-tallet.
Den multinationale bryggerikoncern Anheuser-Busch InBev (AB InBev) har hovedsæde i Leuven.